# Neulich auf Inis Cool
Neulich auf Inis Cool (Originaltitel: The Island of Inis Cool) ist eine irische Animationsserie, die zwischen 2003 und 2004 produziert wurde.

## Handlung
Die drei nicht sehr hellen Brüder Biff, Boff und Ben O’Malley leben auf der Insel Inis Cool vor der Küste Irlands, wo sie weit abgeschottet von der Zivilisation sind. Von ihrer Mutter Mrs. O’Malley werden sie gut behütet, der nach dem Verlust ihres Mannes auf See vor ein paar Jahren nur noch ihre Söhne geblieben sind. Deshalb sorgt sie geschickt dafür, dass die drei niemals versetzt werden. 

## Produktion und Veröffentlichung
Die Serie wurde zwischen 2003 und 2004 in Irland produziert. Dabei sind 26 Folgen entstanden. Die Regie und das Drehbuch übernahm David McCamley und die Produktion Terraglyph.
Die deutsche Erstausstrahlung erfolgte am 27. September 2005 auf KI.KA. 

## Episodenliste
| Folge | deutscher Titel             | deutsche Erstausstrahlung |
| 1     | Die Schatzjäger             | 16.11.2008                |
| 2     | Das unheimliche Licht       |                           |
| 3     | Die Geburtsurkunden         | 21.02.2006                |
| 4     | Hoher Besuch                | 28.02.2006                |
| 5     | Die Kirchenorgel            | 07.03.2006                |
| 6     | Die Regenläufer             | 14.03.2006                |
| 7     | Der große Wecker            | 21.03.2006                |
| 8     | Ausgesperrt!                | 28.03.2006                |
| 9     | Die schönste Insel          | 11.04.2006                |
| 10    | Die Jungs schlafen auswärts | 17.04.2006                |
| 11    | Van Boff                    | 18.04.2006                |
| 12    | Die Rettung                 | 25.04.2006                |
| 13    | Der Bucklige                | 02.05.2006                |
| 14    | Vergeigt!                   | 09.05.2006                |
| 15    | Die Rache der Wikinger      | 16.05.2006                |
| 16    | Der hungrige Geist          | 23.05.2006                |
| 17    | Der große Fahrradraub       | 30.05.2006                |
| 18    | Die Vögel                   | 06.06.2006                |
| 19    | Schweinehimmel              | 13.06.2006                |
| 20    | Der Gast ist König          | 20.06.2006                |
| 21    | Die Ölquelle                | 27.06.2006                |
| 22    | Ungewöhnlicher Besuch       | 04.07.2006                |
| 23    | Der gefallene Junge         | 11.07.2006                |
| 24    | Der Wikingerfluch           | 18.07.2006                |
| 25    | Auf zum Festland            | 25.07.2006                |
| 26    | Weihnachtsbraten            | 01.08.2006                |